# ア・ガイ・コールド・ジェラルド

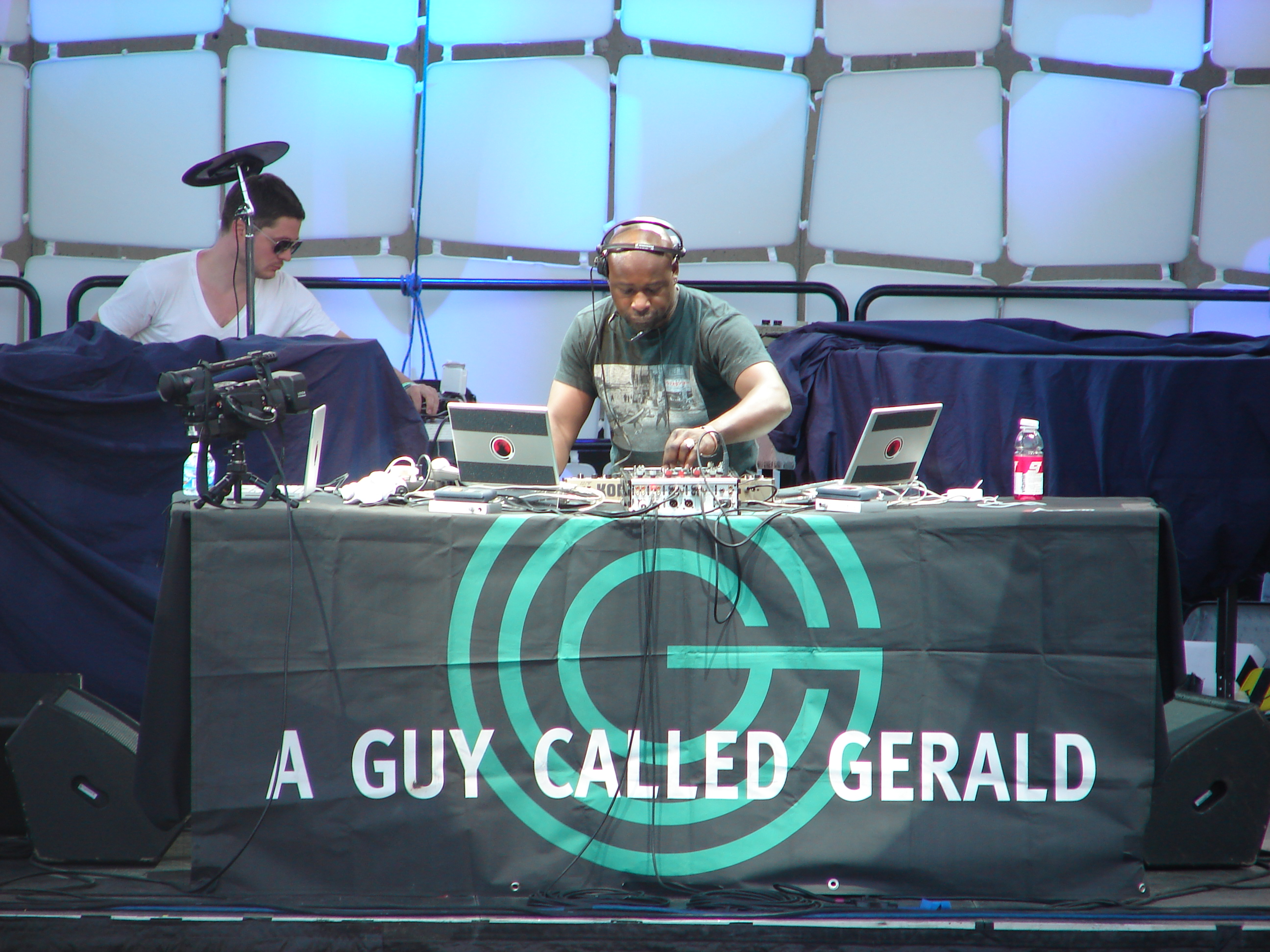
ア・ガイ・コールド・ジェラルド

ア・ガイ・コールド・ジェラルド（A Guy Called Gerald、本名：ジェラルド・シンプソン、1967年2月16日 - ）は、イギリスのミュージシャン、音楽プロデューサー。出身地はイギリスのマンチェスター。808ステイトのオリジナル・メンバーだった。
1980年代から、シンセサイザーやミュージックシーケンサーやドラムマシンといった電子楽器を多用した楽曲を多数作成しており、現在でも精力的に活動している。

## ディスコグラフィ

### アルバム
- Hot Lemonade (1989年、Rham!)
- Automanikk (1990年、Columbia/CBS) ※全英68位[1]
- 28 Gun Bad Boy (1992年、Juice Box)
- Black Secret Technology (1995年、Juice Box) ※全英64位[1]
- Cryogenix (1999年、MP3.com)
- Essence (2000年、!K7)
- To All Things What They Need (2005年、!K7)
- 『プロト・アシッド・ザ・ベルリン・セッションズ』 - Proto Acid – The Berlin Sessions (2006年、Laboratory Instinct)
- 『トロニック・ジャズ・ザ･ベルリン・セッションズ』 - Tronic Jazz – The Berlin Sessions (2010年、Laboratory Instinct)
- Silent Sound Spread Spectrum (2013年、Real World / Society of Sound Music / Bowers & Wilkins)

### ライブ・アルバム
- The John Peel Sessions (1989年、Strange Fruit)
- The John Peel Sessions – A Guy Called Gerald (1999年、Strange Fruit)

## 参照
- シカゴ・ハウス
- デトロイト・テクノ